# Heliophila monosperma
Heliophila monosperma är en korsblommig växtart som beskrevs av Al-shehbaz och Mummenhoff. Heliophila monosperma ingår i släktet solvänner, och familjen korsblommiga växter. Inga underarter finns listade i Catalogue of Life.